# Дитя Аллаха (пьеса)
«Дитя Аллаха» — пьеса Н. С. Гумилёва, написанная в 1916 году, впервые опубликованная в журнале «Аполлон» в № 4-5 за 1916 год.

## История создания
Точное время создания пьесы неизвестно, обычно она датируется зимой 1916 года. Пьеса «Дитя Аллаха» была написана для театра марионеток П. П. Сазонова и Ю. Л. Слонимской в Петербурге. Н. С. Гумилёв присутствовал на первом представлении этого театра — разыгрывалась французская пьеса «Сила любви и волшебства», переведённая на русский язык Георгием Ивановым. По воспоминаниям современников, постановка имела успех и очень понравилась Гумилёву. Поэт обещал П. П. Сазонову свой текст для следующего представления. С. К. Маковский, издатель «Аполлона», отмечает, что написать пьесу для театра марионеток Гумилёву посоветовал он.
По свидетельству С. Маковского, поэт взялся за работу над пьесой с большим воодушевлением и закончил произведение через несколько недель. При создании текста пьесы Гумилёв ориентировался на готовящуюся постановку — объявления о ней уже появились в газетах. Музыку для пьесы должен был написать композитор Артур Лурье. Художественным оформлением занимался П. В. Кузнецов. Художник нарисовал несколько эскизов кукол, которые затем были опубликованы в качестве иллюстраций к первому изданию пьесы. Весной 1916 года в «Обществе ревнителей художественного слова» обсуждался вопрос о постановочных возможностях «Дитя Аллаха» (дискуссия затем появилась в «Аполлоне» (1916, № 4-5)).
Однако постановка в театре марионеток П. Сазонова и Ю. Слонимской так и не состоялась — война и материальные трудности стали причиной закрытия театра. Поэтому в следующем, 1917 году, пьеса была опубликована на страницах «Аполлона» (№ 6-7). Отдельное издание «Дитя Аллаха» вышло уже после смерти автора, — в Берлине, в 1922 году.

## Сюжет
Авторское определение жанра пьесы — «арабская сказка в трёх картинах» — отражает особенности сюжета. Действие происходит в средневековом Багдаде и его окрестностях, как во многих сказках «1001 ночи». Также в пьесе фигурируют некоторые персонажи восточных легенд — например, Синдбад, Искандер. В основе сюжета — традиционный для сказок мотив поиска достойного возлюбленного, лучшего из людей. Им оказывается поэт, что характерно для творчества Н. С. Гумилёва в целом.
Картина первая.
Восхваляющему Аллаха дервишу является Пери, сошедшая с небес. Она ищет лучшего из людей, чтобы стать его женой — такова её награда за верное служение богу. Дервиш вручает Пери единорога и кольцо Соломона, которые должны помочь определить достойного. Пери отправляется в путешествие по земле. Она поочерёдно встречает сластолюбца-юношу (его убивает единорог), воинственного бедуина (которого сражает призрак Искандера) и халифа (который умирает, надев кольцо). Виня себя в их смерти, Пери возвращается к дервишу. Старец обещает ей искупление этого греха.
Картина вторая.
Дервиш приводит Пери в Багдад, где она встречает родственников убитых. Однако матери юноши, брату бедуина и сыну халифа нет дела до мести. Старуху интересуют лишь деньги и городской кади, бедуин сам едва спасается от казни, а новый халиф ожидает приезда своего друга Синдбада. Дервиш сулит Пери встречу с духами убитых.
Картина третья.
Дервиш и Пери — в волшебном саду поэта Гафиза. Он восхваляет Аллаха и красоту мира в песнях. Дервиш рассказывает Гафизу о беде Пери, и поэт с помощью магии вызывает призраки умерших. Выясняется, что в посмертии они чувствуют себя лучше, чем в жизни. Дух юноши является с прекрасной спутницей — волшебной девой Эль-Анка, дух бедуина рассказывает о вечном сражении в аду, где он стоит плечом к плечу с героями древности, а дух халифа, потомка Пророка, пребывает в раю — вместо него на зов является ангел смерти. Пери больше не чувствует угрызений совести по поводу смерти предыдущих женихов. Гафиз признаётся Пери в любви и она отвечает согласием.

## Постановки
Первая постановка пьесы в театре марионеток П. Сазонова и Ю. Слонимской не состоялась. Первым появлением пьесы на сцене можно считать берлинскую постановку 1922 года. Над созданием спектакля работал режиссёр Г. А. Кроль. Художественным оформлением пьесы занималась художница Н. С. Гончарова, с которой поэт был знаком лично. В 1917 году в Париже Гумилёв посвятил художнице рассказ «Чёрный генерал» и стихотворение-пантум «Гончарова и Ларионов».
Из современных постановок можно отметить спектакль музыкального театра «Новый мир», состоявшийся в посёлке Поташня Киевской области (режиссёр-постановщик — руководитель театра Ярослава Петраш).

## Исследования и критика
Публикация пьесы в «Аполлоне» в 1917 году не осталась незамеченной. Многие известные театральные и литературные критики опубликовали рецензии на пьесу. Так, например, А. Я. Левинсон отозвался о пьесе положительно, однако отметил, что восточный её антураж не самобытен, и в произведении можно увидеть скорее образ Востока в европейской литературе:
«Арабская сказка „Дитя Аллаха“ возвеличивает в форме драматизированной притчи призвание поэта. Образ князя Гафиза окружен целым сонмом воспоминаний: фигурами „Тысяча и одной ночи“, преломленными через философские сказки Вольтера, веяньями Западного ветра, как он воспет в „Диване“ Гёте, арабесками и эмалевой расцветкой персидских миниатюр. На всех этих пахучих травах настоялся ароматный финал сказки Гумилева. Поэт дал остроте его выветриться, яри его потускнеть, словно от времени, прежде чем вручить его нам».
Ю. Н. Верховский, напротив, отмечает близость сюжета и способа изображения действительности к фольклору, к сказке: «Довольно сложно развернутая, колоритная и по-восточному расцвеченная фабула — фабула чисто сказочная, эпическая».
Можно отметить как однозначно положительные отзывы (А. Левинсон), так и резко отрицательные (Б. Садовский). Ориенталист В. А. Эберман считал главным недостатком пьесы неточность в изображении восточных реалий.
Исследователи творчества Н. С. Гумилёва отмечали, с одной стороны, типизированность образов, обусловленную фольклорной традицией, а с другой — достоверное изображение религиозных учений Востока. Так, например, С. Слободнюк говорит о суфийском контексте пьесы «Дитя Аллаха», выделяя в произведении Гумилёва характерные для суфизма мотивы и образы. Сюжет поиска любви превращается в путь постижения божественной истины.

## Интересные факты
- Прототипом Гафиза, одного из персонажей пьесы «Дитя Аллаха», стал средневековый персидский поэт Хафиз.
- Именем Гафиз Н. С. Гумилёв подписывался в переписке с Л. М. Рейснер.
- В тексте пьесы присутствуют твёрдые строфические формы — характерные для восточной лирики (в частности, поэзии Хафиза) газели и один из жанров малайской народной поэзии — пантум.